# Anton Krenn (Fotojournalist)
Anton Krenn (* 31. Dezember 1874 in Johnsdorf-Brunn; † 12. Dezember 1958 in Zürich) war ein österreichischer Fotojournalist, der in Zürich lebte. Er zählt zu den Pionieren der Fotoreportage.

## Leben

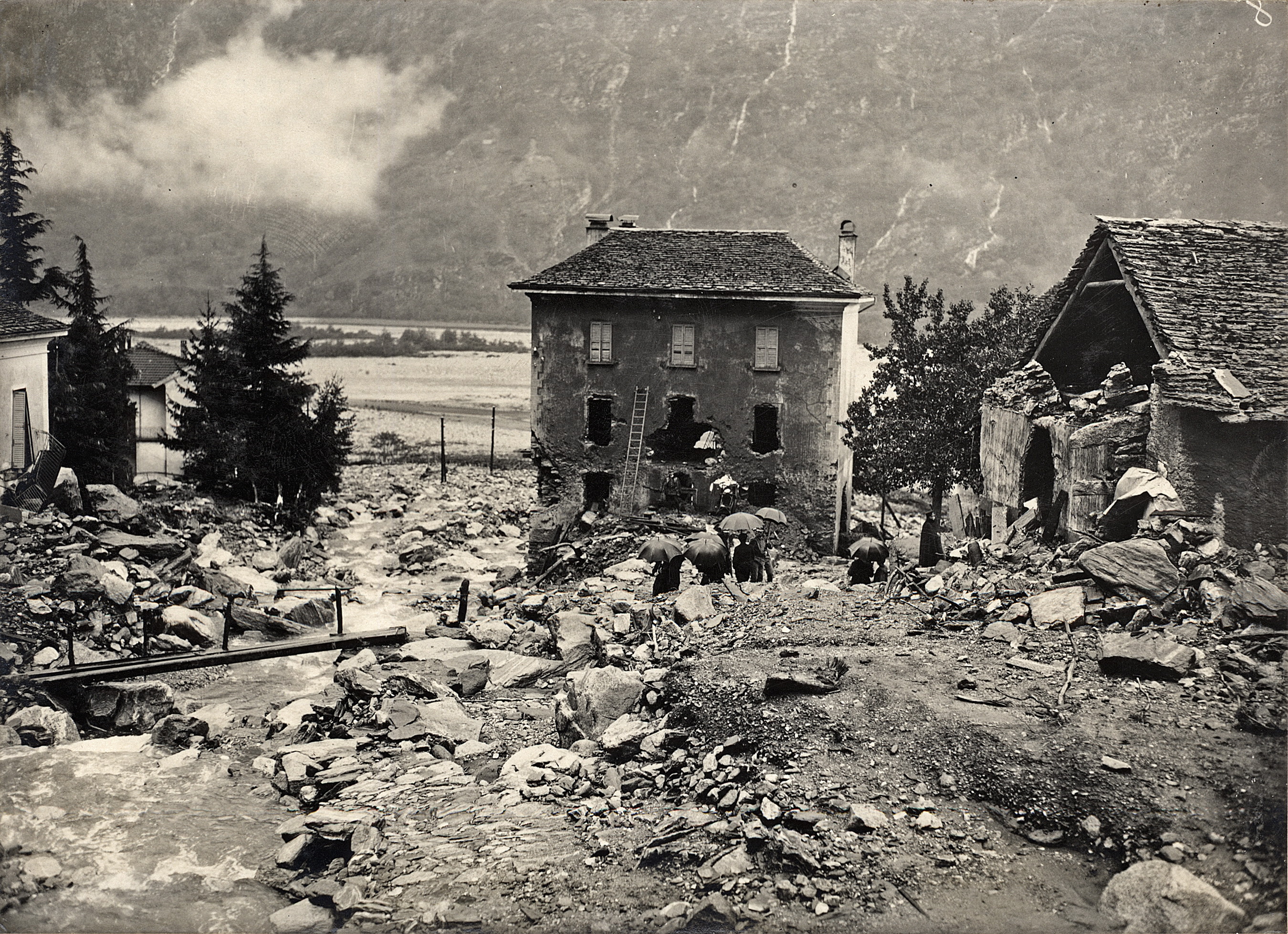
Anton Krenns Aufnahme von Someo nach einer Überschwemmung am 24. September 1924

Anton Krenn, Sohn von Maria Krenn, wurde früh zur Waise und wuchs bei seinen Großeltern auf einem Bauernhof in Johnsdorf in der Steiermark auf. Seine erste Bildung erhielt er an der Volksschule. Als Schuhmachergeselle kam er Mitte der 1890er Jahre nach Zürich, wo er bis zu seinem Tod lebte (er behielt aber die österreichische Staatsbürgerschaft). An einer Gewerbeschule lernte er unter anderem Stenografie, was ihn letztlich zum Journalismus brachte: als er zur Übung eine Rede von Minister Ilg über die Niederlage der italienischen Armee bei der Schlacht von Adua notierte, wurde diese Mitschrift ihm abgekauft und erschien in verschiedenen Tageszeitungen.
Danach als freier Reporter tätig, erkannte Krenn bald die Vorteile von bebilderten Berichten, kaufte sich eine Kamera und absolvierte eine Ausbildung beim Züricher Fotografen Enderli. Er arbeitete ab 1896 für Lokalzeitungen, so berichtete er selbstständig über die Schweizerische Landesausstellung in Genf. 1897 brachten ihm Reportagen über den Brand von Zizers auch Kontakte zu internationalen Medien. In den Folgejahren reiste er, für Bildberichte zu vielen bedeutenden Ereignissen wie das Attentat auf Kaiserin Elisabeth in Genf (1898) und die Ermordung König Umberto I. in Monza (1900). Er arbeitete unter anderem für die Schweizerische Depeschenagentur, publizierte zum Beispiel in der Schweizer Illustrierten Zeitung, Schweizer Radio-Zeitung, Basellandschaftlichen Zeitung und dem Täglichen Anzeiger von Thun. Auch war er Redakteur beim Boten vom Walensee.
Mit seinen versierten Fotoreportagen erlangte Krenn nach Ende des Ersten Weltkriegs eine gewisse Monopolstellung auf seinem Gebiet und wurde auch aus Deutschland und England nachgefragt. Er legte sich ein umfangreiches Archiv an, aus dem er später schöpfte. Neben der journalistischen Arbeit fotografierte er auch Kunstdenkmäler und historische Gebäude.
Durch eine Augenerkrankung musste Krenn um 1940 das Fotografieren aufgeben, arbeitete aber als schreibender Journalist weiter. Er war mit Martha Jaeger verheiratet und hatte Kinder. Er starb 1958 in Zürich. Sein Nachlass befindet sich bei der Fotostiftung Schweiz.